# Campeonato Panamericano Junior de Hockey Sobre Césped Masculino de 2021
El Campeonato Panamericano Junior de Hockey Sobre Césped Masculino de 2021 fue la 12.ª edición del torneo continental para menores de 22 años. Se celebró junto al torneo femenino en Santiago, Chile entre el 21 y el 28 de agosto de 2021.
Los torneos que estaban programados para noviembre de 2020, fueron reprogramados para llevarse a cabo en 2021 debido a la pandemia de COVID-19. En una primera instancia se anunció que los torneos iban a celebrarse entre el 12 y el 25 de abril de 2021 en la sede original.Luego se comunicó que el evento se realizaría del 21 al 28 de agosto de 2021.
Este torneo entregó dos plazas para la Copa Mundial Junior 2021.
Chile obtuvo su primer título panamericano tras vencer a Argentina por 3-2 en los penales después de que la final terminara en empate 1-1.

## Fase de grupos

### Grupo A
| Equipo            | PJ | PG | PE | PP | GF | GC | DG  | Pts |
| ----------------- | -- | -- | -- | -- | -- | -- | --- | --- |
| Argentina         | 2  | 2  | 0  | 0  | 11 | 1  | +10 | 6   |
| Estados Unidos    | 2  | 1  | 0  | 1  | 3  | 4  | -1  | 3   |
| Trinidad y Tobago | 2  | 0  | 0  | 2  | 3  | 12 | -9  | 0   |

| 23 de agosto | Estados Unidos | 0:2     | Argentina                   |                                         |                                         |
|              |                | Reporte | 4' Fernández · 48' Stellato | Árbitro(s): Tyler Klenk Yamil Dominguez | Árbitro(s): Tyler Klenk Yamil Dominguez |

| 24 de agosto | Trinidad y Tobago           | 2:3     | Estados Unidos                       |                                           |                                           |
|              | T. Marcano 12' · Daniel 30' | Reporte | 21' Sharma · 30' Grewal · 55' Eisner | Árbitro(s): Oliver Hock Guillermo Poblete | Árbitro(s): Oliver Hock Guillermo Poblete |

| 25 de agosto | Argentina                                                                            | 9:1     | Trinidad y Tobago |                                    |                                    |
|              | Ibarra 13' · Gómez 21', 55' · Stellato 24' · García 25', 35', 49' · Toscani 32', 56' | Reporte | 44' T. Marcano    | Árbitro(s): Ridge Bair Shane Lewis | Árbitro(s): Ridge Bair Shane Lewis |

### Grupo B
| Equipo | PJ | PG | PE | PP | GF | GC | DG  | Pts |
| ------ | -- | -- | -- | -- | -- | -- | --- | --- |
| Chile  | 3  | 3  | 0  | 0  | 10 | 1  | +9  | 9   |
| Canadá | 3  | 2  | 0  | 1  | 7  | 4  | +3  | 6   |
| México | 3  | 1  | 0  | 2  | 8  | 9  | -1  | 3   |
| Brasil | 3  | 0  | 0  | 3  | 1  | 11 | -10 | 0   |

| 21 de agosto | Canadá                     | 3:1     | México     |                                     |                                     |
|              | Davis 9' · Jacoby 44', 53' | Reporte | 42' Méndez | Árbitro(s): Oliver Hock Shane Lewis | Árbitro(s): Oliver Hock Shane Lewis |

| 21 de agosto | Chile                    | 2:0     | Brasil |                                        |                                        |
|              | Koster 14' · Pizarro 17' | Reporte |        | Árbitro(s): Tyler Klenk Richard Harris | Árbitro(s): Tyler Klenk Richard Harris |

| 22 de agosto | México                                                            | 6:1     | Brasil       |                                               |                                               |
|              | Sandoval 7', 37', 60' · Benedith 29' · Méndez 49' · Hernández 55' | Reporte | 13' Oliveira | Árbitro(s): Guillermo Poblete Ricardo Albertz | Árbitro(s): Guillermo Poblete Ricardo Albertz |

| 22 de agosto | Chile                                     | 3:1     | Canadá    |                                       |                                       |
|              | Pizarro 7' · Strabucchi 45' · Hurtado 60' | Reporte | 39' Singh | Árbitro(s): Ridge Bair Joaquín Morini | Árbitro(s): Ridge Bair Joaquín Morini |

| 24 de agosto | Canadá                     | 3:0     | Brasil |                                             |                                             |
|              | Davis 20' · Singh 40', 58' | Reporte |        | Árbitro(s): Yamil Dominguez Ricardo Albertz | Árbitro(s): Yamil Dominguez Ricardo Albertz |

| 24 de agosto | México     | 1:5     | Chile                                                          |                                           |                                           |
|              | Méndez 28' | Reporte | 5', 36' Pizarro · 16' Koster · 23' J. Echenique · 37' Valdivia | Árbitro(s): Joaquín Morini Richard Harris | Árbitro(s): Joaquín Morini Richard Harris |

## Fase final

### Partido por el séptimo puesto
| 27 de agosto de 2021 | Trinidad y Tobago                               | 4:2     | Brasil            |                                             |                                             |
|                      | T. Marcano 1' · A. Marcano 3', 20' · Elcock 56' | Reporte | 30', 32' Rigueira | Árbitro(s): Ricardo Albertz Yamil Dominguez | Árbitro(s): Ricardo Albertz Yamil Dominguez |

### Partido por el quinto puesto
| 28 de agosto de 2021 | Trinidad y Tobago                    | 4:5     | México                                                        |                                           |                                           |
|                      | T. Marcano 5', 51', 52' · Daniel 17' | Reporte | 28' Hernández · 36' Benedith · 39' Rangel · 44', 58' Sandoval | Árbitro(s): Guillermo Poblete Oliver Hock | Árbitro(s): Guillermo Poblete Oliver Hock |

### Semifinales
| 27 de agosto de 2021 | Argentina        | 2:1     | Canadá    |                                    |                                    |
|                      | Stellato 5', 55' | Reporte | 58' Foong | Árbitro(s): Ridge Bair Shane Lewis | Árbitro(s): Ridge Bair Shane Lewis |

| 27 de agosto de 2021 | Chile                                           | 4:0     | Estados Unidos |                                        |                                        |
|                      | Pizarro 9', 45' · R. Valenzuela 51' · Cerda 58' | Reporte |                | Árbitro(s): Tyler Klenk Joaquín Morini | Árbitro(s): Tyler Klenk Joaquín Morini |

### Partido por el tercer puesto
| 28 de agosto de 2021 | Canadá                              | vs. (3:4 p.)               | Estados Unidos                         |                                        |                                        |
|                      | Singh 9'                            | Reporte                    | 36' Sharma                             | Árbitro(s): Shane Lewis Joaquín Morini | Árbitro(s): Shane Lewis Joaquín Morini |
|                      |                                     | Tiros desde el punto penal |                                        |                                        |                                        |
|                      | Jacoby Bishop Buttar Dhillon Childs |                            | Kloen De Angelis Cutone Khokhar Sharma |                                        |                                        |

### Final
| 28 de agosto de 2021 | Argentina                            | 1:1 (2:3 p.)               | Chile                                          |                                        |                                        |
|                      | Viviant 58'                          | Reporte                    | 45' Pizarro                                    | Árbitro(s): Tyler Klenk Richard Harris | Árbitro(s): Tyler Klenk Richard Harris |
|                      |                                      | Tiros desde el punto penal |                                                |                                        |                                        |
|                      | Gómez Ibarra Tarquini Toscani Martin |                            | R. Valenzuela Cerda Koster Gesswein Strabucchi |                                        |                                        |

| Bandera de Chile |
| Campeón Chile    |

## Posiciones finales
| Posición | Equipo            |
| -------- | ----------------- |
| 1        | Chile             |
| 2        | Argentina         |
| 3        | Estados Unidos    |
| 4        | Canadá            |
| 5        | México            |
| 6        | Trinidad y Tobago |
| 7        | Brasil            |